# Masters de Cincinnati 2017
El Masters de Cincinnati 2017 fue un torneo de tenis que pertenece tanto a la ATP en la categoría de ATP World Tour Masters 1000 como a la WTA en la categoría Premier 5. Se disputó del 13 al 20 de agosto de 2017 en Cincinnati, Ohio (Estados Unidos), sobre canchas duras, el cual pertenece a un conjunto de torneos que forman al US Open Series 2017.

## Puntos y premios

### Distribución de Puntos
| Evento                 | G    | F   | SF  | CF  | Ronda de 16 | Ronda de 32 | Ronda de 64 | Q  | Q2 | Q1 |
| Individuales Masculino | 1000 | 600 | 360 | 180 | 90          | 45          | 10          | 25 | 16 | 0  |
| Dobles Masculino       | 1000 | 600 | 360 | 180 | 90          | 0           | —           | —  | —  | —  |
| Individuales Femenino  | 900  | 585 | 350 | 190 | 105         | 60          | 1           | 30 | 20 | 1  |
| Dobles Femenino        | 900  | 585 | 350 | 190 | 105         | 5           | —           | —  | —  | —  |

### Premios monetarios
| Evento                 | G        | F        | SF       | CF       | Ronda de 16 | Ronda de 32 | Ronda de 64 | Q2     | Q1     |
| Individuales Masculino | $954,225 | $467,880 | $235,480 | $119,740 | $62,180     | $32,780     | $17,700     | $4,080 | $2,075 |
| Individuales Femenino  | $522,450 | $260,970 | $128,330 | $60,105  | $29,100     | $14,965     | $7,850      | $3,120 | $1,890 |
| Dobles Masculino       | $295,500 | $144,670 | $72,570  | $37,250  | $19,250     | $10,160     | —           | —      | —      |
| Dobles Femenino        | $140,230 | $70,835  | $35,070  | $17,650  | $8,950      | $4,420      | —           | —      | —      |

## Cabezas de serie

### Individuales masculino
Los cabezas de serie están establecidos al ranking del 7 de agosto. 
| N.º | Clasif | Jugador            | Puntos antes | Puntos que defender | Puntos ganados | Puntos después | Actuación en el torneo                           |
| --- | ------ | ------------------ | ------------ | ------------------- | -------------- | -------------- | ------------------------------------------------ |
| 1   | 2      | Rafael Nadal       | 7555         | 90                  | 180            | 7645           | Cuartos de final, perdió ante Nick Kyrgios       |
| 2   | 3      | Roger Federer      | 7145         | 0                   | 0              | 7145           | Se dio de baja                                   |
| 3   | 7      | Dominic Thiem      | 4030         | 180                 | 180            | 4030           | Cuartos de final, perdió ante David Ferrer       |
| 4   | 8      | Alexander Zverev   | 4470         | 10                  | 45             | 4505           | Segunda ronda, perdió ante Frances Tiafoe [WC]   |
| 5   | 9      | Kei Nishikori      | 3285         | 90                  | 0              | 3195           | Se dio de baja                                   |
| 6   | 10     | Milos Raonic       | 3230         | 360                 | 0              | 2870           | Se dio de baja                                   |
| 7   | 11     | Grigor Dimitrov    | 3070         | 360                 | 1000           | 3710           | Campeón, venció a Nick Kyrgios                   |
| 8   | 12     | Jo-Wilfried Tsonga | 2815         | 90                  | 45             | 2770           | Segunda ronda, perdió ante Ivo Karlović          |
| 9   | 13     | David Goffin       | 2560         | 45                  | 10             | 2525           | Primera ronda, perdió ante Nick Kyrgios          |
| 10  | 14     | Tomáš Berdych      | 2480         | 90                  | 10             | 2400           | Primera ronda, perdió ante Juan Martín del Potro |
| 11  | 15     | Pablo Carreño      | 2305         | 10                  | 90             | 2385           | Tercera ronda, perdió ante David Ferrer          |
| 12  | 16     | Roberto Bautista   | 2425         | 10                  | 10             | 2425           | Primera ronda, perdió ante Jared Donaldson [WC]  |
| 13  | 17     | Jack Sock          | 2335         | 0                   | 10             | 2345           | Primera ronda, perdió ante Yuichi Sugita         |
| 14  | 19     | John Isner         | 2110         | 45                  | 360            | 2425           | Semifinales perdió ante Grigor Dimitrov          |
| 15  | 20     | Sam Querrey        | 2060         | 10                  | 45             | 2095           | Segunda ronda, perdió ante Adrian Mannarino      |
| 16  | 21     | Gilles Müller      | 1930         | 0                   | 45             | 1975           | Segunda ronda, perdió ante Albert Ramos          |

#### Bajas masculinas
| Clasif | Jugador        | Puntos Antes | Puntos a defender | Puntos ganados | Puntos después | Baja debido a          |
| ------ | -------------- | ------------ | ----------------- | -------------- | -------------- | ---------------------- |
| 1      | Andy Murray    | 7750         | 600               | 0              | 7150           | Lesión de cadera.      |
| 3      | Roger Federer  | 7145         | 0                 | 0              | 7145           | Lesión de espalda.     |
| 4      | Stan Wawrinka  | 5780         | 90                | 0              | 5690           | Lesión en la rodilla.  |
| 5      | Novak Djokovic | 5325         | 0                 | 0              | 5325           | Lesión en el codo.     |
| 6      | Marin Čilić    | 5155         | 1000              | 0              | 4155           | Problema en el aductor |
| 9      | Kei Nishikori  | 3285         | 90                | 0              | 3195           | Lesión en la muñeca.   |
| 10     | Milos Raonic   | 3230         | 360               | 0              | 2870           |                        |
| 18     | Lucas Pouille  | 2220         | 10                | 0              | 2210           | Personal               |

### Dobles masculino
| Tenista                             | Clasif | Preclasificados |
| Henri Kontinen John Peers           | 5      | 1               |
| Łukasz Kubot Marcelo Melo           | 5      | 2               |
| Jamie Murray Bruno Soares           | 11     | 3               |
| Bob Bryan Mike Bryan                | 14     | 4               |
| Ivan Dodig Marcel Granollers        | 21     | 5               |
| Pierre-Hugues Herbert Nicolas Mahut | 22     | 6               |
| Raven Klaasen Rajeev Ram            | 27     | 7               |
| Oliver Marach Mate Pavić            | 34     | 8               |

### Individuales femenino
Las cabezas de serie están establecidas al ranking del 7 de agosto.
| N.º | Clasif | Jugador              | Puntos antes | Puntos por defender | Puntos ganados | Puntos después | Actuación en el torneo                             |
| --- | ------ | -------------------- | ------------ | ------------------- | -------------- | -------------- | -------------------------------------------------- |
| 1   | 1      | Karolína Plíšková    | 6940         | 900                 | 350            | 6390           | Semifinales, perdió ante Garbiñe Muguruza [4]      |
| 2   | 2      | Simona Halep         | 6150         | 350                 | 585            | 6385           | Final, perdió ante Garbiñe Muguruza [4]            |
| 3   | 3      | Angelique Kerber     | 5730         | 585                 | 1              | 5146           | Segunda ronda, perdió ante Yekaterina Makarova     |
| 4   | 4      | Elina Svitolina      | 5650         | 1                   | 105            | 5754           | Tercera ronda, perdió ante Julia Goerges           |
| 5   | 5      | Caroline Wozniacki   | 5340         | 0                   | 190            | 5530           | Cuartos de final, perdió ante Karolína Plíšková    |
| 6   | 6      | Garbiñe Muguruza     | 5310         | 350                 | 900            | 5860           | Campeona, venció a Simona Halep [2]                |
| 7   | 7      | Johanna Konta        | 4665         | 105                 | 190            | 4750           | Cuartos de final, perdió ante Simona Halep [2]     |
| 8   | 8      | Svetlana Kuznetsova  | 4410         | 190                 | 190            | 4410           | Cuartos de final, perdió ante Garbiñe Muguruza [4] |
| 9   | 9      | Venus Williams       | 4157         | 0                   | 60             | 4217           | Segunda ronda, perdió ante Ashleigh Barty [Q]      |
| 10  | 10     | Agnieszka Radwańska  | 3985         | 190                 | 1              | 3796           | Primera ronda, perdió ante Julia Goerges           |
| 11  | 11     | Dominika Cibulková   | 3580         | 105                 | 105            | 3580           | Tercera ronda,perdió ante Johanna Konta [7]        |
| 12  | 12     | Jeļena Ostapenko     | 3495         | 60                  | 1              | 3436           | Primera ronda, perdió ante Aleksandra Krunić [Q]   |
| 13  | 13     | Kristina Mladenovic  | 3155         | 60                  | 1              | 3086           | Primera ronda, perdió ante Daria Gavrilova         |
| 14  | 14     | Petra Kvitová        | 3090         | 0                   | 60             | 3150           | Segunda ronda, perdió ante Sloane Stephens [WC]    |
| 15  | 16     | Anastasija Sevastova | 2270         | (1)                 | 105            | 2374           | Tercera ronda, perdió ante Simona Halep [2]        |
| 16  | 17     | Madison Keys         | 2238         | 0                   | 60             | 2343           | Tercera ronda, perdió ante Garbiñe Muguruza [4]    |

#### Bajas femeninas
| Clasif | Jugadora        | Puntos antes | Puntos por defender | Puntos ganados | Puntos después | Baja debido a |
| ------ | --------------- | ------------ | ------------------- | -------------- | -------------- | ------------- |
| 15     | Serena Williams | 2810         | 0                   | 0              | 2810           | Embarazo      |

### Dobles femenino
| Tenista                            | Clasif | Preclasificadas |
| Yekaterina Makarova Yelena Vesnina | 6      | 1               |
| Yung-Jan Chan Martina Hingis       | 11     | 2               |
| Lucie Šafářová Barbora Strýcová    | 12     | 3               |
| Sania Mirza Peng Shuai             | 19     | 4               |
| Tímea Babos Andrea Hlaváčková      | 26     | 5               |
| Lucie Hradecká Kateřina Siniaková  | 30     | 6               |
| Ashleigh Barty Casey Dellacqua     | 30     | 7               |
| Abigail Spears Katarina Srebotnik  | 45     | 8               |

## Campeones

### Individual masculino
Grigor Dimitrov venció a  Nick Kyrgios por 6-3, 7-5

### Individual femenino
Garbiñe Muguruza venció a  Simona Halep por 6-1, 6-0

### Dobles masculino
Pierre-Hugues Herbert /  Nicolas Mahut vencieron a  Jamie Murray /  Bruno Soares por 7-6(6), 6-4

### Dobles femenino
Yung-Jan Chan /  Martina Hingis vencieron a  Su-Wei Hsieh /  Monica Niculescu por 4-6, 6-4, [10-7]